# Canácona
Canácona, Canacona ou Kannkonn, historicamente Kanvapura em hindi: हिन्दी), é uma aldeia e um município (ou taluka) na extremidade meridional do distrito de Goa Sul, no estado indiano de Goa. A sede do município é Chaudi; outras localidades importantes são Patnem, Poinguinim, Loliye, Agonda e Gaumdongre. É na taluka de Canácona que se situa a praia de Palolem, uma das mais famosas do sul de Goa.
Segundo o censo indiano de 2001, o município de Canácona tinha 11 900 habitantes, 52% do sexo masculino e 48% do sexo feminino. A taxa de literacia era 72% (78% nos homens e 72% nas mulheres), mais elevada do que a média nacional de 59,5%. 10% da população tinha menos de 6 anos de idade. Além das duas línguas nativas mais comuns de Goa, o concani e o marata, o canarês também é falado por uma minoria dos habitantes.
O município faz fronteira com Quepém a norte, Sanguém a nordeste, o estado de Carnataca a sul e o mar Arábico a oeste.

## Etimologia
O nome Canácona deriva de Konkan (Concão). A área foi uma das províncias do antigo Reino de Soonda, um resto do Império Vijayanagara (Reino de Bisnaga). Quando Soonda foi invadido e parcialmente ocupado pelo sultão de Maiçor (Mysore) Haidar Ali (r. 1761–1782), o rajá sem herdeiros cedeu a parte restante das suas posssessões no que é hoje Goa a Portugal, que atualmente constituem os distritos de Canácona, Quepém e Sanguém. Canácona foi incorporada em Goa em 1794. Como na generalidade de Goa, a cultura local tem traços da fusão indo-portuguesa, mas em Canácona a lusitanização foi menos forte do que na região central das Velhas Conquistas.

## Transporte
A estação de Canácona do Konkan Railway (que liga Bombaim a Mangalore ao longo da costa e dos Gates Ocidentais) situa-se no centro do distrito, perto dos principais poolos turísticos da costas. O entroncamento ferroviário de Margão, a norte, é a principal estação ferroviária mais próxima. Em 2013 foi inaugurada uma segunda estação do Konkan Railway em Canácona em Loliem, a aldeia mais meridional de Goa, na fronteira com Carnataca.
Os autocarros de Bombaim geralmente terminam em Pangim, mas alguns vão até Margão. O terminal rodoviário de Canácona foi inaugurado em 2004 e é considerado como tendo sido muito bem desenhado. A estrada NH17 entre Bombaim e Goa liga Chaudi a Margão e Pangim. Há uma estrada com excelentes vistas ao longo da costa, que liga Navelim, Chinchinim, Assolna, Betul e Canaguinim.

## Turismo
Ao contrário dos distritos mais a norte, nomeadamente Bardez, mas também Ilhas e  Mormugão, Canácona só foi "descoberta" pelos turistas na década de 1990 e continua a ter bastante menos visitantes do que as estâncias mais populares daquelas áreas. Canácona é uma das partes de Goa onde os montes praticamente mergulham no mar. As aldeias situam-se em terras baixas que estão cobertas por densos bosques de coqueiros. Antes das vagas de imigrantes de outras partes da Índia e de turistas, as principais fontes de sustento das populações locais eram a pesca e os coqueiros.
A maior parte das infraestruturas turísticas de Canácona são de pequena escala e geridas por empresas locais, em muitos casos familiares. Alguns alojamentos são barracas construídas sobre estacas, acima do chão, em madeira e folhas de coqueiro que são montadas na praia durante os meses mais amenos (outubro a maio).

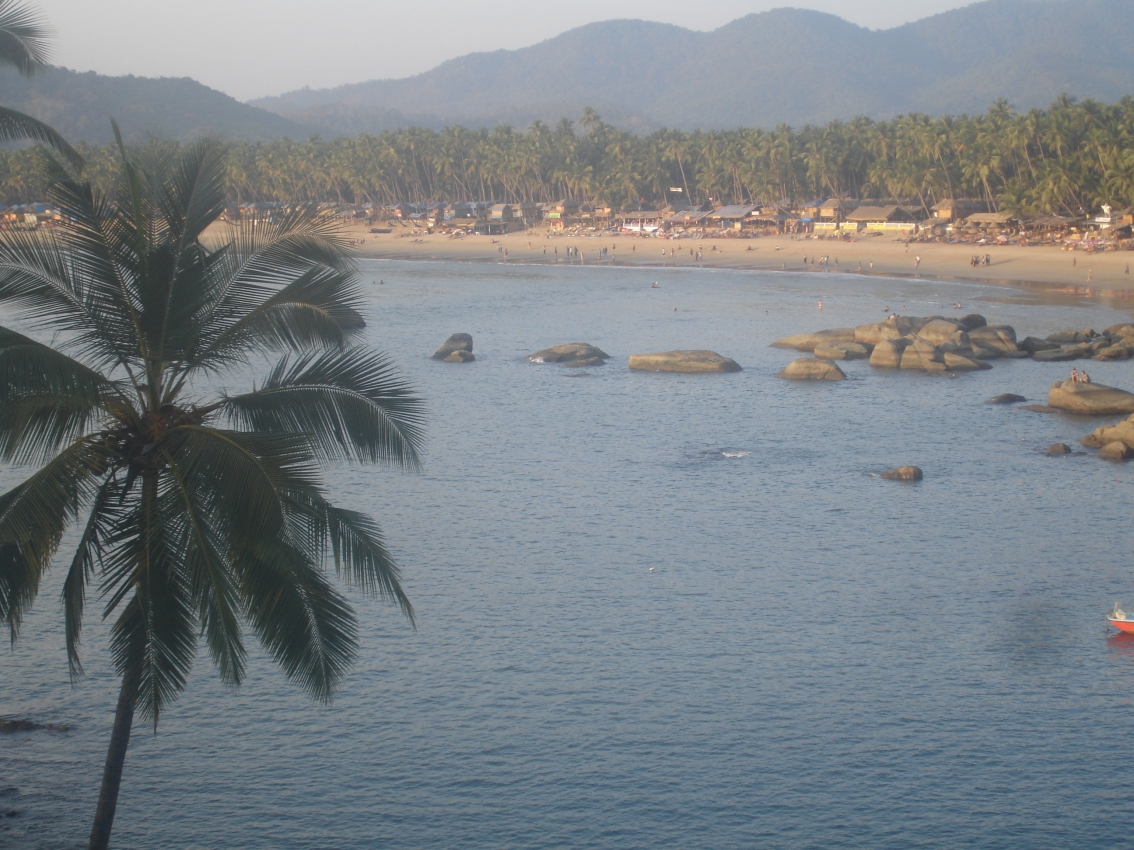
Praia de Palolem

A principal atração são as praias. As mais popular é provavelmente Palolem, mas Polem e Agonda também são bastante conhecidas. Além destas, há mais cerca de 20 praias, algumas quase desconhecidas e praticamente escondidas, algumas com apenas umas estreitas faixas de areia. Vaturem e Xendrem são dois exemplos de praias pouco frequentadas. A estreita faixa costeira de Quepém tem um par de praias conhecidas pela sua beleza "de postal ilustrado". O cabo da Rama e o seu forte também tem vindo a desenvolver-se como destino turístico. As visitas da vizinha ilha de Angediva carecem de autorização prévia do comando da base naval Seabird, da qual faz atualmente parte.
A instituição hindu mais importante de Goa, o Parthagali Math (matha português), situa-se em Canácona. Trata-se de um ashram e complexo de oração construído há 500 anos numa mistura de estilos arquitetónicos português e indiano. Há outros templos hindus famosos em Zambaulim, Fatorpa, Mashem e Sristhal (ver a secção Cultura e religião). Os templos de Mashem, Zambaulim e Sristhal têm agrashalas (nome dado às dharamshalas, hospedarias para peregrinos, em Goa) anexas.

### Vida selvagem

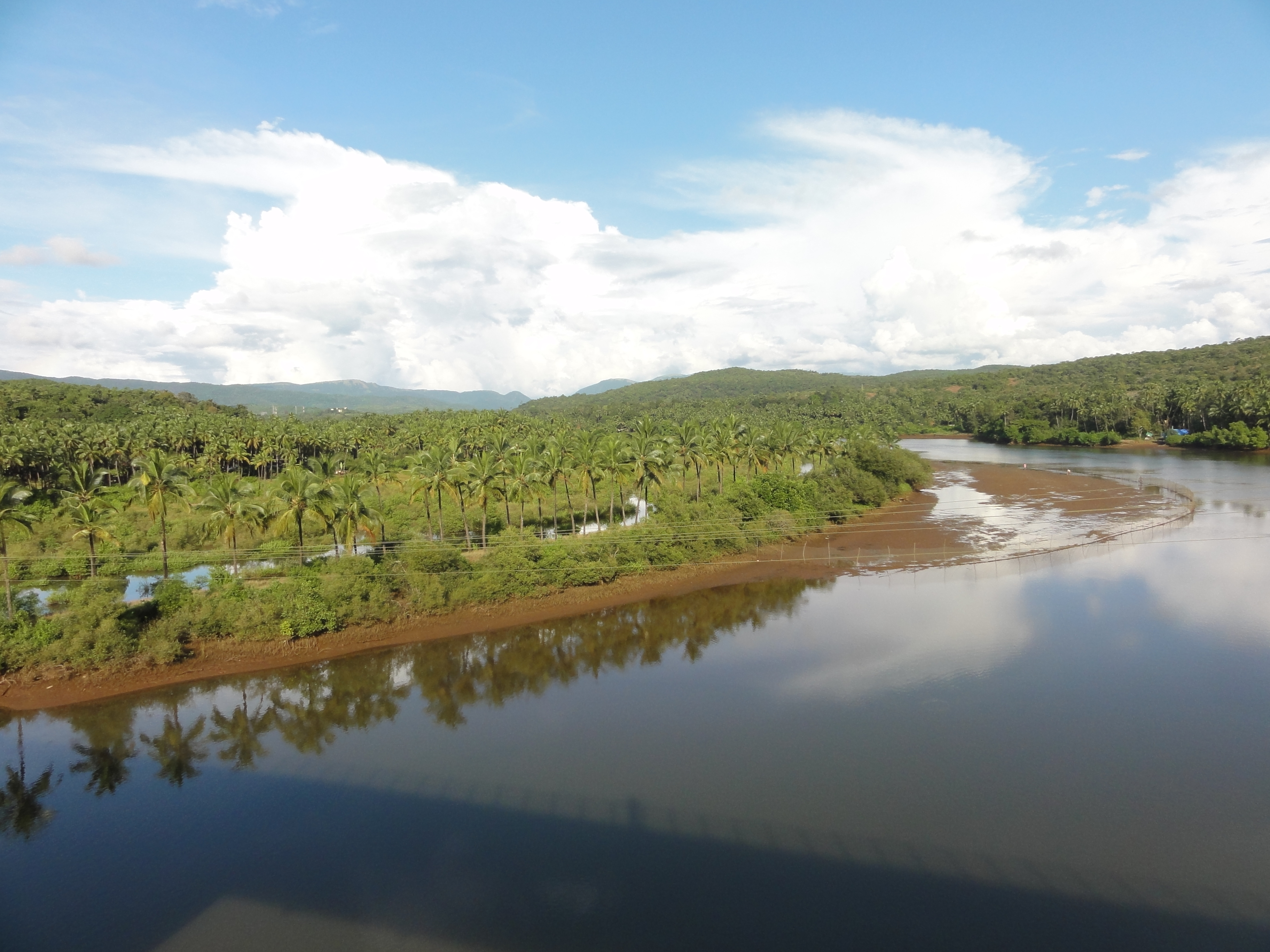
Paisagem do interior do concelho

A observação de golfinhos e excursões de pesca atraem alguns visitantes, especialmente britânicos e escandinavos.
O Santuário de Vida Selvagem de Cotigão (Cotigao Wildlife Sanctuary), a segunda maior reserva natural de Goa, situa-se no município. Trata-se de uma área relativamente plana, com montes na parte sul e leste. Está em grande parte coberta por florestas densas, com algumas pradarias abertas. Algumas árvores, as mais altas de Goa, atingem os 30 metros de altura. Segundo os funcionários, há relatos de avistamento de tigres por parte dos aldeões da zona. Há uma grande abundâncias de aves, podendo ser avistadas cerca de 200 espécies. Entre estas estão o calau-de-Malabar (Anthracoceros coronatus), e o pica-pau Chrysocolaptes guttacristatus. O Departamento de Florestas dispõe de uma pequena hospedaria perto do santuário, em Poinguinim.

## Cultura e religião
O templo de Mallikarjuna, em Shristhal, a cerca de 2,5 km de Chaudi, é dedicado a Mallikarjun, uma encarnação de Xiva. Foi construído há vários séculos por "chatrias samaj", uma casta de construtores,  e foi renovado em 1778. É conhecido pelos seus festivais e a ele acorrem devotos para se aconselharem com oráculos chamados kaul. Os conselhos são dados por sacerdotes em transe ou que interpretam a forma como caem pétalas de flores. Mallikarjun é uma divindade popular localmente, como se pode constatar pelos nomes de instituições educativas da área.

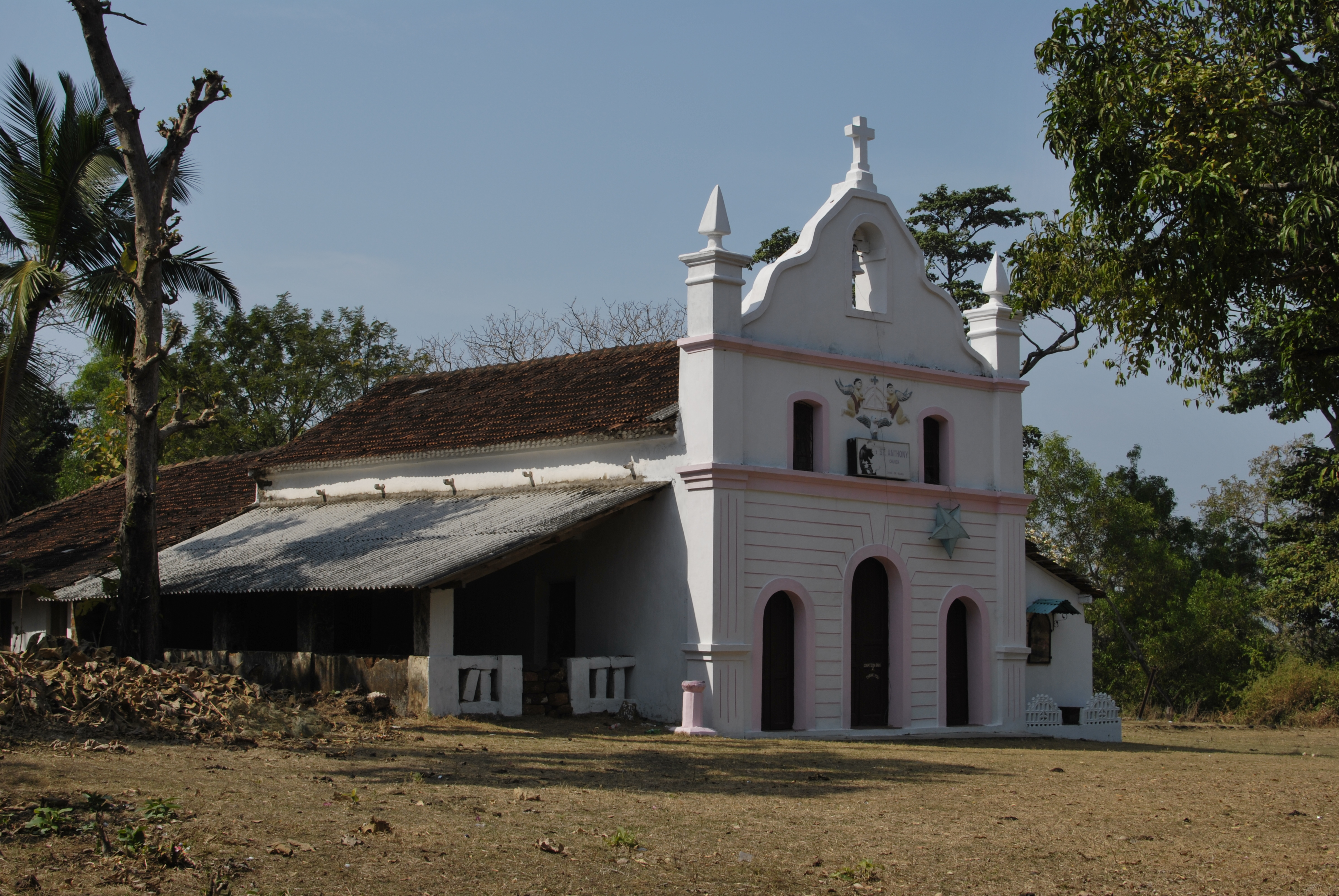
Igreja de Santo António, no recinto do Forte do Cabo da Rama

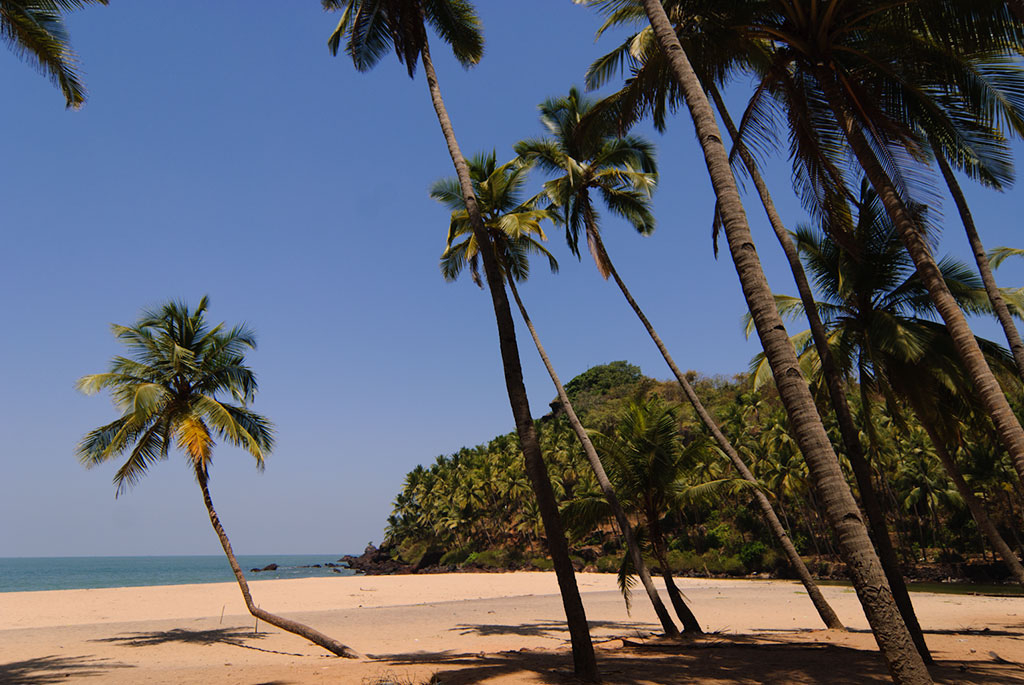
Praia no cabo da Rama

O templo de Shantadurga em Fatorpa, no município vizinho de Quepém, é frequentado tanto por hindus como por cristãos. Tem a sua zatra (rath-yatra ou romaria) no nono dia do mês hindu de Margashirish, que ocorre na estação temperada de Goa, em dezembro ou janeiro. Atrai enormes multidões de todas as partes de Goa, que acorrem à pequena aldeia a 5 km de Cuncolim.
Durante a zatra de Fatorpa é realizada uma procissão noturna durante a qual homens devotos conduzem uma carroça alta de madeira (ratha carro-templo) intricadamente decorada e co m três andares, onde é colocado o ídolo da divindade. Em Goa observam-se uma série de práticas sincréticas com hindus a frequentarem santuários cristãos e e cristãos a frequentarem santuários hindus. os sacerdotes hindus do templo de Shantadurga conhecem várias famílias cristãs goesas porque estas todos anos vão às festas e dão dinheiro ou bens ao templo. Estas práticas sincréticas foram objeto de estudos detalhados no local pelo antropólogo norte-americano Robert S. Newman.
Originalmente o templo situaava-se na aldeia de Cuncolim, mas foi trasladado para o outro lado da então fronteira com o reino de Soonda quando o governo de Goa expulsou os hindus e ordenou a demolição dos seus templos.
No mesmo templo é celebrado outra festa religiosa, o Festival das Sombrinhas ou Sontreos, que se realiza no quinto dia de Falgun, que geralmente calha em março. Uma vez mais, é frequentado por hindus e cristãos, que participam  em práticas que misturam as duas religiões.
No município vizinho de Quepém, o templo da divindade hindu Damodar (um dos momes de Krishna), coloquialmente chamado Dam-bab, foi trasladado de Margão para a aldeia de Zambaulim, que então era parte do distrito de Panchamahal do Reino de Soonda. Os empresários de Margão são muito devotos da divindade, que evocam frequentemente para favorecer os seus negócios.
Outro culto religioso importante é o de Paik, que é mais proeminente em Uttara Kannada (Canara do Norte), no estado de Carnataca. Na aldeia de Loliem há um par de virgal ("pedras-herói" ou natukal ou paliya, com inscrições comemorativas da morte de um herói em combate) com vários séculos de idade. Na mesma aldeia há várias estátuas da divindade hindu Betal que podem remontar ao século VII, senão mesmo antes,
Os kunbi (uma designação também usada genericamente para as castas inferiores de lavradores na Índia Ocidental),  suspostamente a população aborígene de Canácona, vivem em áreas em volta de Gaondongri, Cotigao, Chapoli, Assali, Kulem, Khola e Agonda. Os velips são a casta de sacerdotes dos kunbis.